# Накер
Накер (англ. knucker) — діалектизм, що позначає вигаданого водяного змія, нібито живе в джерелах (knuckerholes) в графстві Суссекс, в Англії.
Вважалося, що накерів можна знайти в лігвах в деяких місцях Суссекса, у тому числі при Лаймінстере, Лансінг, Шорхеме і Ворфінге.

## Етимологія
Слово походить від староанглійського «nicor», яке означає «водяне чудовисько» і використовується в поемі Беовульф.
Крім того, це слово споріднене англійському «Nixie», скандинавському «Näcken / Neck», данському «nixie» і німецькому "Nix / Nixe / Nyx, що позначало водяного духу. В Ісландії словом«Nykur»називали водяну кінь . У німецькій міфології є гобліноподобний «Nickel», а в Корнуельського рудниках існував міф про «Knocker».
Ймовірно, слово походить від кельтського «Cnuc» або саксонського «Cnucl», під впливом повір'я, що джерела - свого роду вхід в підземний світ.

## Накер у фольклорі
Найвідоміший накер жив, згідно з легендою, в Лаймінстері. Він пожирав худобу і навіть села, і тому вирішено вбити чудовисько. Легенди про це дещо різні.
Згідно з однією версією, дракона убив мандрівний лицар після того, як король Суссекса обіцяв руку своєї дочки того, хто позбавить країну від звіра. Після весілля лицар оселився в Лаймінстері. Його надгробну плиту «Slayer's Slab» можна побачити на кладовищі при місцевій церкві.
Інша версія цієї легенди говорить про те, що дракона перехитрив син місцевого фермера, хлопчисько. Його звали Джим палиці (Pulk) або Джим Патток (Puttock), за деякими версіями - з Віка (Wick). За нагороду, оголошену мером Арундель, він відвіз на возі величезний отруєний пиріг до накерхоулу. Дракон з'їв отруту разом з возом і конем. Коли він сконав, хлопчисько повернувся і відрізав йому голову. У деяких версіях він помер від того ж отрути, забувши вимити руки після перемоги, але ймовірно, це пізніше доповнення для пояснення надгробки «Slayer's Slab» на кладовищі.